# Haus of Gaga
Haus of Gaga este echipa de producție a cântăreței Lady Gaga. Criticii au apreciat ideea de a scrie „Haus”, așa cum se aude, în loc de „house”. 